# Quintilià
|  | Per a altres significats, vegeu «Sext Noni Quintilià». |

Marc Fabi Quintilià (en llatí Marcus Fabius Quintilianus; Calahorra, ca. 30 — Calahorra, ca. 95) va ser un retòric romà nascut a Calagurris (es discuteix que fos romà d'origen).

## Biografia
Va marxar de jove a Roma i va tornar a Hispània amb Galba quan aquest encara no era emperador. Va actuar al Tribunal Superior de la Tarraconense, on també va ser professor de retòrica i advocat, i després va tornar a Roma amb Galba (quan ja era emperador) després de la mort de Neró. Llavors es va convertir en el més destacat orador del fòrum.
És probable que tingués com a deixeble Tàcit. L'emperador Vespasià li va concedir una subvenció al costat d'altres retòrics grecs i llatins. L'emperador Domicià li va encarregar l'educació dels fills de Tit Flavi Climent, al qual pensava llegar l'imperi, i el va nomenar cònsol.
Va perdre la seva dona quan només tenia 19 anys, amb la qual va tenir dos fills, un que va morir als cinc anys i un altre que va morir amb deu anys. Segurament es va casar per segona vegada amb la filla d'un personatge de nom Tutili, amb la qual va tenir una filla que es va casar amb Noni Celer i va ser dotada esplèndidament per Plini el Jove en agraïment als ensenyaments rebuts del pare. Va morir probablement poc abans de l'assassinat de Domicià, sobre l'any 95.
La seva obra principal és De Institutione Oratoria Libri XII o Institutiones Oratoriae, mentre que d'altres obres que se li atribuïen, es discuteix la seva paternitat.
De Institutione Oratoria és una obra enciclopèdica que recull tot allò que és necessari per formar un orador. Com a model suprem proposa Ciceró. En els dos primers llibres, Quintilià parla de l'educació elemental i els mètodes per a la formació bàsica en la Retòrica. Dedica els nou llibres següents als fonaments i tècniques de l'oratòria. El Llibre X és el més conegut, on aconsella la lectura com a l'element fonamental en la formació d'un orador i inclou un estudi sobre les persones que van escriure en grec i llatí. L'últim llibre parla de les qualitats que ha de tenir qui es vulgui dedicar a l'oratòria, tant en la conducta com en el caràcter.

## Obres
- Quintilià, Marc Fabi. Institució oratòria. Vol. I (Llibre I).  Barcelona: Fundació Bernat Metge, 1961, p. 168 (Fundació Bernat Metge; 142). ISBN 9788472259294.
- Quintilià, Marc Fabi. Institució oratòria. Vol. II (Llibre II).  Barcelona: Fundació Bernat Metge, 1964, p. 151 (Fundació Bernat Metge; 151). ISBN 9788472259232.
- Quintilià, Marc Fabi. Institució oratòria. Vol. III (Llibres III-IV).  Barcelona: Fundació Bernat Metge, 1987, p. 172 (Fundació Bernat Metge; 245). ISBN 8472253759.
- Quintilià, Marc Fabi. Institució oratòria. Vol. IV (Llibre V).  Barcelona: Fundació Bernat Metge, 2002, p. 119 (Fundació Bernat Metge; 331). ISBN 9788472258037.
- Quintilià, Marc Fabi. Institució oratòria. Vol. V (Llibre VI).  Barcelona: Fundació Bernat Metge, 2002, p. 94 (Fundació Bernat Metge; 333). ISBN 9788472258099.
- Quintilià, Marc Fabi. Institució oratòria. Vol. VI (Llibre VII).  Barcelona: Fundació Bernat Metge, 2009, p. 116 (Fundació Bernat Metge; 371). ISBN 9788498591262.
- Quintilià, Marc Fabi. Institució oratòria. Vol. VII (Llibre VIII).  Barcelona: Fundació Bernat Metge, 2014, p. 216 (Fundació Bernat Metge; 402). ISBN 9788498592368.
- Quintilià, Marc Fabi. Institució oratòria. Vol. VIII (Llibre IX).  Barcelona: Fundació Bernat Metge, 2016, p. 274 (Fundació Bernat Metge; 416).
- Quintilià, Marc Fabi. Institució oratòria. Vol. IX (Llibre X).  Barcelona: Fundació Bernat Metge, 2020, p. 136 (Fundació Bernat Metge; 433). ISBN 9788498592733.